# Saprinus cyprius
Saprinus cyprius är en skalbaggsart som beskrevs av Rolf Martin Theodor Dahlgren 1981. Saprinus cyprius ingår i släktet Saprinus och familjen stumpbaggar. Inga underarter finns listade i Catalogue of Life.